# Prémio Literário Maria Rosa Colaço
O Prémio Literário Maria Rosa Colaço é um prémio literário de literatura infantojuvenil atribuído anualmente pela Câmara Municipal de Almada. Este prémio foi criado em 2006, em homenagem à escritora Maria Rosa Colaço.

## Premiados
- 2006
  - "A fala das coisas" de José Jorge Letria
  - "O monte secou" de Carlos Canhoto
- 2007
  - "Cartas de uma mãe à sua filha" de Sara Monteiro
  - "O tamanho da minha altura (entre outras coisas)" de Susana Ramos
- 2008
  - "As cozinheiras de livros" de Margarida Botelho
  - "Ronda Filipina" de César Magarreiro
- 2009
  - "Mãe, não pises a minha sombra!" de Ana Esteves
  - "Os livros que devoraram o meu pai : a estranha e mágica história de Vivaldo Bonfim" de Afonso Cruz
- 2010
  - "O galo que nunca mais cantou e Outras fábulas" de Ana Saldanha
  - "O relógio" de Palmira Baptista
- 2011
  - "Era uma vez um nariz" de Joaquim Semeano
- 2012
  - "O caderno do avô Heinrich" de Conceição Dinis Tomé
- 2013
  - "Mistério, mistério, mistério tão sério" de Alexandre Honrado
- 2014
  - "Viagens de chapéu : as invenções e indecisões de Dona Amélia Longor" de Susana Margarida Cardoso Fernandes Ferreira
- 2015
  - "A minha mãe anda estranha" de Ricardo Baptista
- 2016
  - "Socorro sou uma adolescente" de Ana Luísa Pais
- 2017
  - "Pescadores de nuvens" de Ana do Vale Lázaro[1]
- 2018
  - Aqui é um bom lugar de Ana Pessoa
- 2019
  - Histórias de Enc(o)ntar de um Lobo que não Gostava de Matemática de Maria Francisca Macedo[2]
- 2020
  - A história com ninguém (e com Alguém) de Rui de Almeida Paiva[3]
- 2021
  - A Fábula do Elefante de José Gardeazabal[4]
- 2022
  - Quarto Escuro de Inês Barata Raposo[5]
- 2023
  - Literatura Infantil: A Estranha Criatura que Invadiu a Casa do Sr. Xavier de Tiago Matos [6]
  - Literatura Juvenil: Vamos à Terra de Helena Menezes [7]
- 2024
  - Literatura Juvenil: A Colina de Rui Cerqueira Couceiro